# Липомо
Липо̀мо (на италиански: Lipomo; на ломбардски: Lipomm, Липом) е градче и община в Северна Италия, провинция Комо, регион Ломбардия. Разположено е на 384 m надморска височина. Населението на общината е 5899 души (към 2016 г.).